# Centrocerum richteri
Centrocerum richteri är en skalbaggsart som beskrevs av Bruch 1911. Centrocerum richteri ingår i släktet Centrocerum och familjen långhorningar. Inga underarter finns listade.